# Смит, Александр (легкоатлет)
Александр Дэвид Смит (англ. Alexander David Smith; род. 6 марта 1988, Кингстон-апон-Халл) — британский легкоатлет, специалист по метанию молота. Выступал за сборные Англии и Великобритании по лёгкой атлетике в 2004—2014 годах, обладатель серебряной медали Игр Содружества, многократный победитель и призёр первенств национального значения, участник летних Олимпийских игр в Лондоне.

## Биография
Александр Смит родился 6 марта 1988 года в городе Кингстон-апон-Халл графства Ист-Райдинг-оф-Йоркшир, Англия. Сын известного метателя молота Дэвида Смита, чемпиона Игр Содружества, участника Олимпийских игр в Сеуле.
Впервые заявил о себе в лёгкой атлетике на международном уровне в сезоне 2004 года, когда вошёл в состав британской национальной сборной и одержал победу в метании молота на юношеских Играх Содружества в Бендиго.
В 2005 году выиграл бронзовую медаль на юношеском мировом первенстве в Марракеше.
В 2006 году закрыл десятку сильнейших на юниорском мировом первенстве в Пекине.
В 2008 году взял бронзу на чемпионате Великобритании в Бирмингеме.
В 2009 году впервые стал чемпионом Великобритании в метании молота, был седьмым на молодёжном европейском первенстве в Каунасе.
В 2010 году защитил звание чемпиона страны, выиграл серебряную медаль на Играх Содружества в Дели, занял 11-е место в Суперлиге командного чемпионата Европы в Бергене.
На чемпионате Великобритании 2011 года вновь превзошёл всех соперников и завоевал золото.
В марте 2012 года на соревнованиях в Лафборо установил свой личный рекорд в метании молота — 75,63 метра. Помимо этого, в четвёртый раз подряд стал чемпионом Великобритании в данной дисциплине и, выполнив олимпийский квалификационный норматив, удостоился права защищать честь страны на домашних летних Олимпийских играх в Лондоне — в программе метания молота в финале показал результат 72,87 метра, расположившись в итоговом протоколе соревнований на 12-й строке.
После лондонской Олимпиады Смит остался действующим спортсменом и продолжил принимать участие в крупнейших международных стартах. Так, в 2013 году он добавил в послужной список бронзовую награду, полученную на чемпионате Великобритании в Бирмингеме.
В 2014 году стал серебряным призёром британского национального чемпионата, занял четвёртое место на Играх Содружества в Глазго.